# Servicio de Investigación Criminal Naval
El Servicio Naval de Investigación Criminal (en inglés: Naval Criminal Investigative Service, NCIS) es la principal agencia de investigación del Departamento de la Marina de los Estados Unidos. Es la organización sucesora del antiguo Servicio de Investigación Naval (NIS).
Aproximadamente la mitad de los 2500 empleados de NCIS son agentes especiales civiles especializados y están preparados para llevar a cabo multitud de tareas en lugares de todo el mundo. Los agentes especiales del NCIS están capacitados para realizar investigaciones policiales federales, y a menudo una coordinación con diversas agencias gubernamentales de los Estados Unidos. Los agentes especiales del NCIS tienen ayuda de analistas y otro tipo de expertos en diversas disciplinas como, forenses, analistas informáticos y exámenes con polígrafos.

## Historia

### Orígenes
El NCIS tiene sus raíces en la orden general del Departamento de Marina 292 de 1882, firmada por William H. Hunt, Secretario Naval, que estableció la Oficina de Inteligencia Naval (ONI). Inicialmente, la ONI se encargó de recabar la información sobre las características y el armamento de los buques extranjeros, la cartografía de pasajes extranjeros, ríos y los movimientos en el extranjero de fortificaciones, plantas industriales, y astilleros.
Anticipando la entrada de los Estados Unidos en la Primera Guerra Mundial, las responsabilidades de la ONI se expandieron para incluir el espionaje, el sabotaje, y toda clase de información sobre los potenciales adversarios de la Marina; y en la Segunda Guerra Mundial, la ONI se hizo cargo de la investigación de sabotaje, el espionaje y cualquier tipo de amenaza para la Armada.

### NCIS y la Guerra Fría
El gran despliegue de agentes especiales civiles se inició con la guerra de Corea en 1950, y continuó a través de la Guerra Fría. En 1966 se adoptó el nombre de Servicio de Investigación Naval (NIS) para distinguir la organización del resto de la ONI, y en 1969 los agentes del NIS fueron reclasificados de empleados a contratados y se convirtieron en agentes apartados de sus servicios civiles.
En 1982, el NIS asumió la responsabilidad para la gestión de la Ley de la Marina, la ejecución y la seguridad física del Programa y de la Información de la Marina y el Personal del Programa de Seguridad. Además, en 1982, dos clases de agentes especiales del NIS fueron entrenados en la Aplicación de la Ley Federal de Centro de Capacitación (FLETC), Glynco (Georgia), en una evaluación de la capacidad FLETC para capacitar a los investigadores militares. Antes de esto y, posteriormente, hasta 1984 la formación especial de agentes del NIS se encontraba en la sede de la ONI, Suitland (Maryland).
Dos meses después de octubre de 1983 bombardeo del cuartel de los marines en Beirut, la agencia abrió el Centro de Alerta Antiterrorista Armada (ATAC). La ATAC fue un centro 24-horas al día de inteligencia operacional que ha emitido las indicaciones y advertencias en actividad terrorista para la Marina y los comandos de la Infantería de Marina. ATAC fue la instalación en la que Jonathan Pollard estaba trabajando cuando cometió los actos de espionaje por el que fue condenado en 1987. En 2002, la ATAC se convirtió en el Centro de Alerta contra amenazas múltiples (MTAC).
En 1984, agentes especiales formados comenzaron en el FLETC en Georgia, la instalación de entrenamiento para la mayoría de agencias federales de investigación, excepto el FBI.
En 1985, Cathal L. Flynn se convirtió en la primera Almirante para dirigir el NIS. El comando que asumió fue la responsabilidad adicional de Información y el Personal de Seguridad. En 1986, el Departamento de la Marina Central de Adjudicación de Fondo (CAFD) fue establecido y puesto bajo la agencia, como la agencia era una de las más responsables de la contratante de autorizaciones de seguridad. DoN CAF hace aproximadamente 200 000 determinaciones de elegibilidad al año para el Departamento de la Marina de los Estados Unidos.
En 2011, los agentes del NCIS se encargaron de la investigación del escándalo Tailhook, que implicaba delitos sexuales y acoso por parte de oficiales de la Marina y del Cuerpo de Marines en Las Vegas, Nevada.

### Historia Reciente del NCIS
En 1992, la misión de NIS se aclaró de nuevo y se convirtió en una agencia de, en su mayoría, civiles. Roy D. Nedrow, un ex del Servicio Secreto de Estados Unidos (USSS), fue nombrado el primer director civil y se cambió el nombre de Servicio de Investigación Naval por Servicio de Investigación Criminal Naval. Nedrow supervisó la reestructuración de NCIS en una agencia de aplicación de la ley federal con 14 oficinas sobre el terreno, y el control de las operaciones de campo en 140 puntos del mundo. En 1995, presentó el NCIS el Caso Abierto en la Unidad de Homicidios.
En mayo de 1997, David L. Brant fue nombrado Director del NCIS de Secretario de la Marina de los Estados Unidos. El director Brant se retiró en diciembre de 2005. Fue sucedido por el director Thomas A. Betro que fue nombrado Director del NCIS en enero de 2006, por el secretario de la Marina Donald C. Invierno. Betro se retiró en septiembre de 2009. El 13 de septiembre de 2009, Director Adjunto de Operaciones de Gregory A. Scovel fue nombrado Director en funciones por el subsecretario de la Marina Robert Trabajo. Desempeñó simultáneamente el trabajo como Director Adjunto de Operaciones hasta que el nuevo director fue seleccionado.

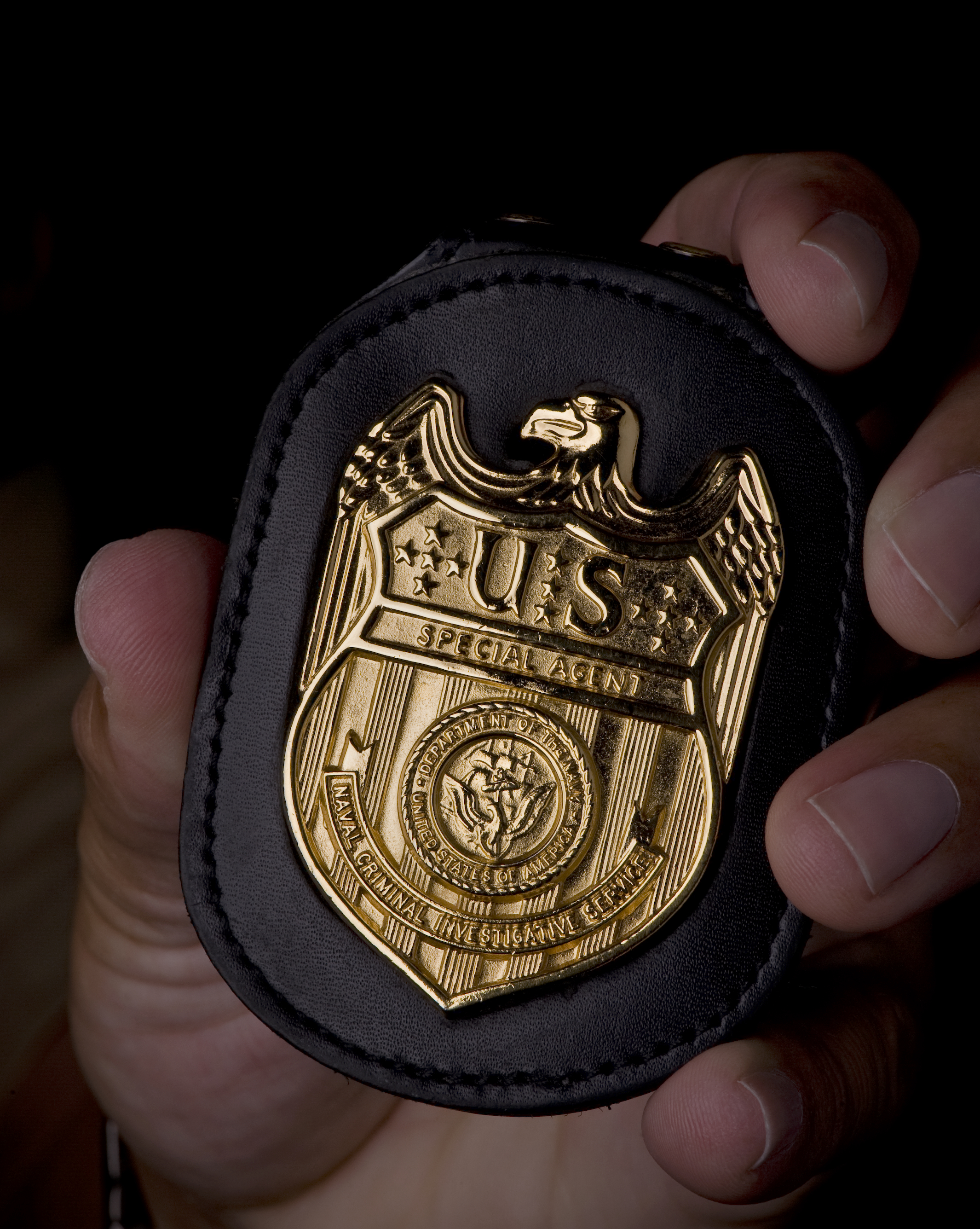
Placa del Servicio de Investigación Criminal Naval.

En 1999, el NCIS y el Cuerpo de Marines de los Estados Unidos siendo la División de Investigación Criminal del Cuerpo de Marines (CID) firmaron un acuerdo pidiendo la integración de un Cuerpo de Marines de CID en NCIS. (USMC CID sigue existiendo para investigar delitos menores y otros delitos por debajo del umbral de investigación del NCIS.)
En 2000, el Congreso concedió autoridad civil a los agentes especiales del NCIS para ejecutar las órdenes y realizar arrestos. Prácticamente todos los investigadores NCIS, penal, contrainteligencia, y el personal de fuerza de protección lo son ahora prestando juramento de personal civil con autoridad para detener y orden de servicio. Las excepciones son un número reducido de la fuerza reserva los elementos militares que intervienen en la lucha contra la inteligencia de apoyo.
Un crecimiento de la amenaza a la que se enfrenta el cambio de Departamento de la Marina en el siglo XXI, culminó con el terrorista USS Cole (DDG-67) en Yemen y los ataques del 11 de septiembre de 2001, dirigida por el NCIS a transformar la lucha contra el terrorismo en el Centro de Alerta contra amenazas múltiples (MTAC) en 2002.
Los agentes del NCIS fueron los primeros de EE.UU, en las fuerzas del orden en la escena del USS Cole (DDG-67), en el atentado de Limburgo y ataque terrorista en Mombasa (Kenia). El número de casos abiertos del NCIS que se han resuelto son 50 homicidios desde 1995 - uno de los cuales tenía 33 años de antigüedad.
El NCIS ha llevado a cabo investigaciones de fraude con el resultado de la recuperación de más de quinientos millones de dólares y la restitución al gobierno de Federal de los Estados Unidos y la Marina de Estados Unidos desde 1997. NCIS investiga todas las muertes que ocurren en un buque de la Armada o la Marina o aeronave del Cuerpo de Marines o la instalación (excepto cuando la causa de la muerte es atribuible a enfermedad médica o por causas naturales).
Las misiones actuales de NCIS incluyen investigaciones criminales, fuerza de protección, frontera, lucha contra la droga, la lucha contra el terrorismo, fraude en las adquisiciones importantes, contra inteligencia.
El agente Especial del NCIS Pedro Garza realizó la primera orden de la corte de Internet, a través de la intervención telefónica en los Estados Unidos.
El 14 de febrero de 2010, Mark D. Clookie se convirtió en el cuarto director civil del NCIS, habiendo sido nombrado para el cargo por el Secretario de la Marina Ray Mabus. El director administra una agencia compuesta por unos 2.500 funcionarios civiles y militares que tiene presencia en más de 150 lugares en todo el mundo. Es responsable de la ejecución de un presupuesto operativo anual de aproximadamente 460 millones de dólares.

## Armamento
Las armas de fuego del NCIS fueron la edición estándar 9x19mm, SIG Sauer P228. Su pistola estándar actual es la SIG Sauer P229R DAK. Su fusil de asalto edición estándar para misiones en el extranjero es la Close Quarters Battle Rifle.

## NCIS en los medios
- El NCIS se menciona varias veces en la serie de televisión JAG , basada en la división jurídica de la Marina.
- En 2003 se estrenó en la CBS la serie de televisión NCIS
- - En 2009, se estrenó en la CBS una serie de televisión spin-off NCIS: Los Angeles
  - En 2014, se estrenó en la CBS una nueva serie de televisión spin-off NCIS: New Orleans.
  - En 2021, se estrenó en la CBS una nueva serie de televisión spin-off NCIS: Hawaiʻi